# Richard Neville (4e baron Braybrooke)
Pour les articles homonymes, voir Richard Neville.
Richard Cornwallis Neville, 4e baron Braybrooke (17 mars 1820 - 4 février 1861) est un archéologue britannique.

## Biographie
Neville, troisième fils de Richard Griffin (3e baron Braybrooke), est né à Charles Street dans la paroisse de St. George, Hanover Square, Londres, le 17 mars 1820, et fait ses études au Collège d'Eton de 1832 à 1837. Le 2 juin 1837, il est nommé enseigne et lieutenant dans les Grenadier Guards et sert avec ce régiment au Canada pendant la rébellion de l'hiver 1838. Le 5 novembre de la même année, il échappe de justesse à la noyade dans le Saint-Laurent. Le 31 décembre 1841, il est promu lieutenant puis capitaine et, le 2 septembre 1842, se retire du service.
Pendant quelques années, aidé de sa sœur, il se consacre à l'étude de l'histoire naturelle et à l'enquête sur les vestiges romains et saxons dans le quartier d'Audley End, Essex, et atteint une position en vue parmi les archéologues amateurs. À une époque, la géologie est son activité favorite et il constitue une collection de fossiles qu'il présente au musée de Saffron Walden. Il réunit également une belle série d'oiseaux empaillés. La caractéristique la plus remarquable, cependant, de ses collections à Audley End House est le musée des antiquités de chaque période, composé presque exclusivement d'objets mis au jour sur le site romain de Great Chesterford, ou sur d'autres sites de l'occupation romaine à proximité d'Audley End, et dans les cimetières saxons fouillés sous sa direction près de Little Wilbraham et Linton dans le Cambridgeshire en 1851 et 1852. Le 25 mars 1847, il est élu membre de la Société des Antiquaires, et de temps en temps il fait des communications à cet organisme au sujet de ses explorations (cf. Archéologie, xxxii. 350-4, 357-6). Au 'Journal of the British Archæological Association', il a également communiqué des mémoires (cf. iii. 208-13). Au « Journal de l'Institut archéologique », dont il devient vice-président en 1850, il est un collaborateur fréquent (Journal, vi. 14-26, viii. 27-35, x. 224-34, xi. 207-15, XIII. 1-13). Aux « Transactions de l'Essex Archæological Society », il envoie une liste de noms de potiers sur Samian ware (i. 141-8) et des notes sur Roman Essex (i. 191-200). À la mort de John Disney en 1857, il est élu président de la société.
En mars 1858, il devient quatrième baron Braybrooke. Il est visiteur héréditaire du Magdalene College, Cambridge, grand intendant de Wokingham, Berkshire, et vice-lieutenant du comté d'Essex. Il meurt à Audley End le 22 février 1861 et est remplacé par son frère Charles Neville (5e baron Braybrooke). Il épouse le 27 janvier 1852 Charlotte Sarah Graham Toler, sixième fille du deuxième comte de Norbury. Elle est née le 26 décembre 1826 ; et elle se remarie, le 6 novembre 1862, à Frederic Hetley, de Norwood, et meurt le 4 février 1867.